# Les Luthiers cuentan la ópera
Les Luthiers cuentan la ópera es el primer espectáculo de Les Luthiers tras la separación de I Musicisti y fue estrenada en diciembre de 1967 en el Instituto Di Tella, de Buenos Aires. Se representó 20 veces.
La estructura de este espectáculo respetaba el esquema de I Musicisti y las óperas históricas, aquel espectáculo que estaban representando cuando se produjo la separación. Se asentaba sobre «Il figlio del pirata» y una historia escrita por Marcos Mundstock que integraba a otros personajes.
Para compensar la pérdida del «Teorema de Thales», compuesto por Carlos Núñez Cortés, que por aquel entonces se quedó en I Musicisti, Les Luthiers compusieron el «Calypso de Arquímedes», que formaría parte de futuros espectáculos. Como eran solo cuatro integrantes para cubrir una gran cantidad de personajes, invitaron a participar en este espectáculo a distintos artistas.

## Créditos y elenco
- Integrantes 
  - Jorge Maronna
  - Gerardo Masana
  - Marcos Mundstock
  - Daniel Rabinovich

- Invitados
  - Víctor Andrés Laplace
  - Liz Henri
  - Mario Candel
  - Armando Krieger

- Letra
  - Marcos Mundstock

- Música 
  - Jorge Maronna
  - Gerardo Masana

- Música y textos de «Il fligio del Pirata"
  - Carlos Mangiagalli

- Dispositivo escénico y vestuario  
  - Rolando Fabián

- Realización de vestuario
  - Jorge Micheli

- Luthier Emérito
  - Carlos Iraldi

- Fotografía  
  - Mario Farber

- Dibujos escenográficos 
  - Gerardo Masana

- Luces 
  - Carlos Mathus

- Puesta en escena 
  - Marcos Mundstock

## Programa
1. «Il fliglio del Pirata»
2. «Calypso de Arquímedes». Principio musical
3. «Chanson de Les Luthiers». Vaudeville
4. «Chacarera del ácido lisérgico». Tradicional alucinógeno
5. «Zamba de la ausencia». Zamba
6. «Canción a la cama del olvido». Canción levemente obscena